# Куїкуїлько

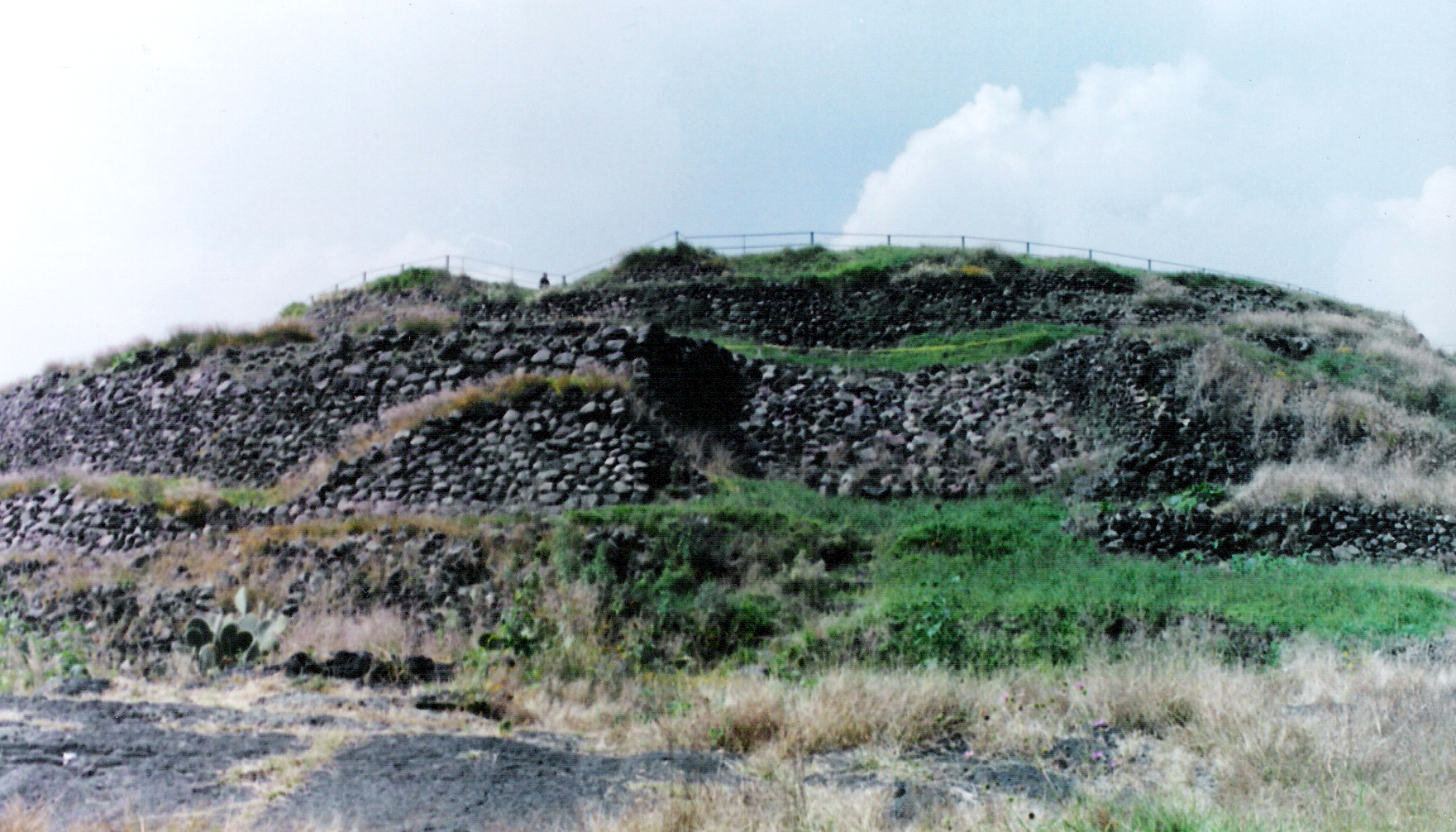
Піраміда у Куїкуїлько, вид ззаду.

Куїкуїлько, науатль Cuicuilco. Cuicuilco, букв. «місце молитви» або «місце веселки» — стародавнє місто в області центрального нагір'я Мексики на південнім узбережжі озера Тескоко, південно-схід поділля Мехико.
Місто було заселене у середній і пізній формаційний період месоамериканської хронології (близько 700 р. до н. е. — до 150 р. н. е.). Таким чином, Куїкуїлько було, мабуть, найдавнішим містом у долині Мехико, яке існувало приблизно одночасно з ольмекською цивілізацією, а його жителі — попередниками культури Теотіуакана.

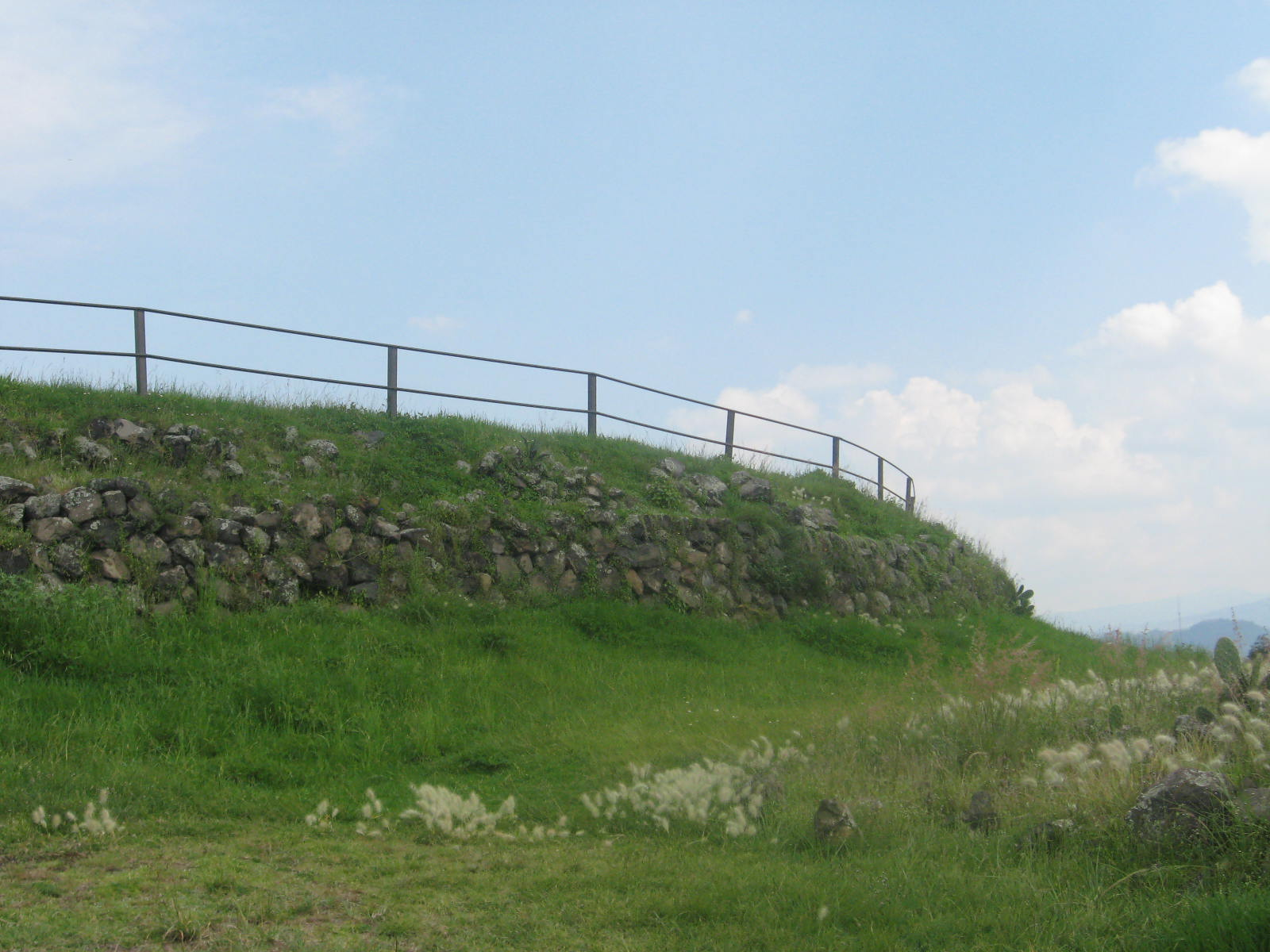
Верхнє кільце головної піраміди. Вид зі сходинок, які ведуть на вершину.

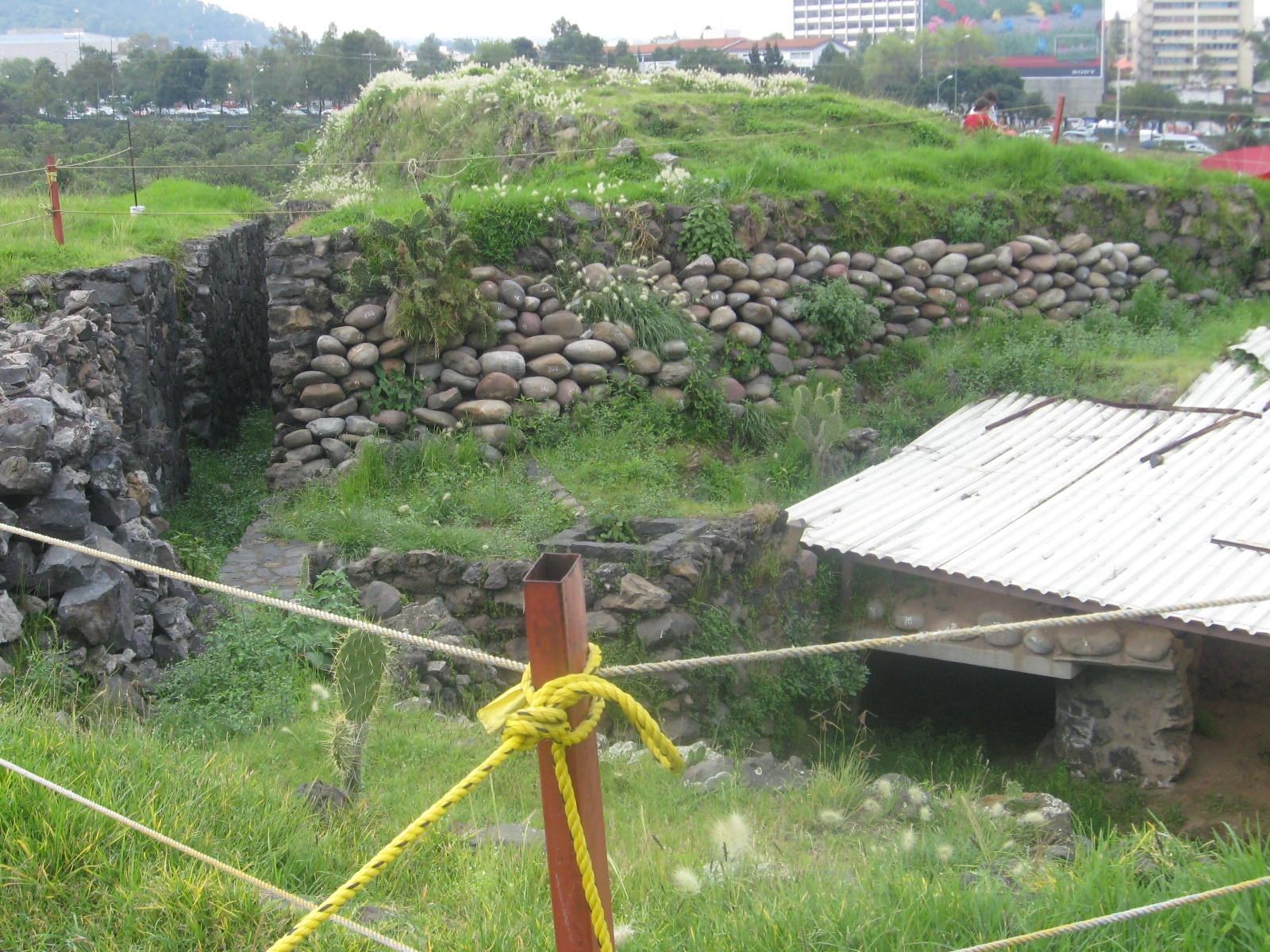
Поглиблення, вирите на вершині піраміди, де археологи знайшли 5 алтарів (тепер закриті дахом з гофрованої жерсті)

Куїкуїлько спочатку було поселенням землеробів, однак уже з раннього періоду засвідчено сліди релігійної практики, у тому числі кам'яні приношення й поховальні дари з кераміки. З часом виник великий церемоніальний центр, навколо якого виростає місто з пірамідою, центральною площею і вулицями. Поруч з містом перебувало кілька мілких водойм, у які стікали води з ближніх височин Сакайука і Сакальтепетль. У роки розквіту міста його населення становило близько 20000 осіб. Тут знайдено рештки землеробських терас, різного роду будівель, укріплень, іригаційних ровів і каналів.
На думку археологів, Куїкуїлько грав важливу роль як локальний центр аж до виникнення Теотіуакана. У той час, коли у Куїкуїлько будували піраміди й публічні споруди, на місці Теотиуакана виникли шість невеликих громад, які з часом об'єдналися.
Місто було занедбане біля 150—200 рр н. е. після виверження вулкана Шитле, хоча набагато пізніше територія біля міста була заселена знову. Кераміка та інші свідоцтва говорять про те, що населення міста, рятуючись від наслідків виверження, переселилось на північ і влилось у склад населення Теотиуакана близько північного узбережжя озера Тескоко.

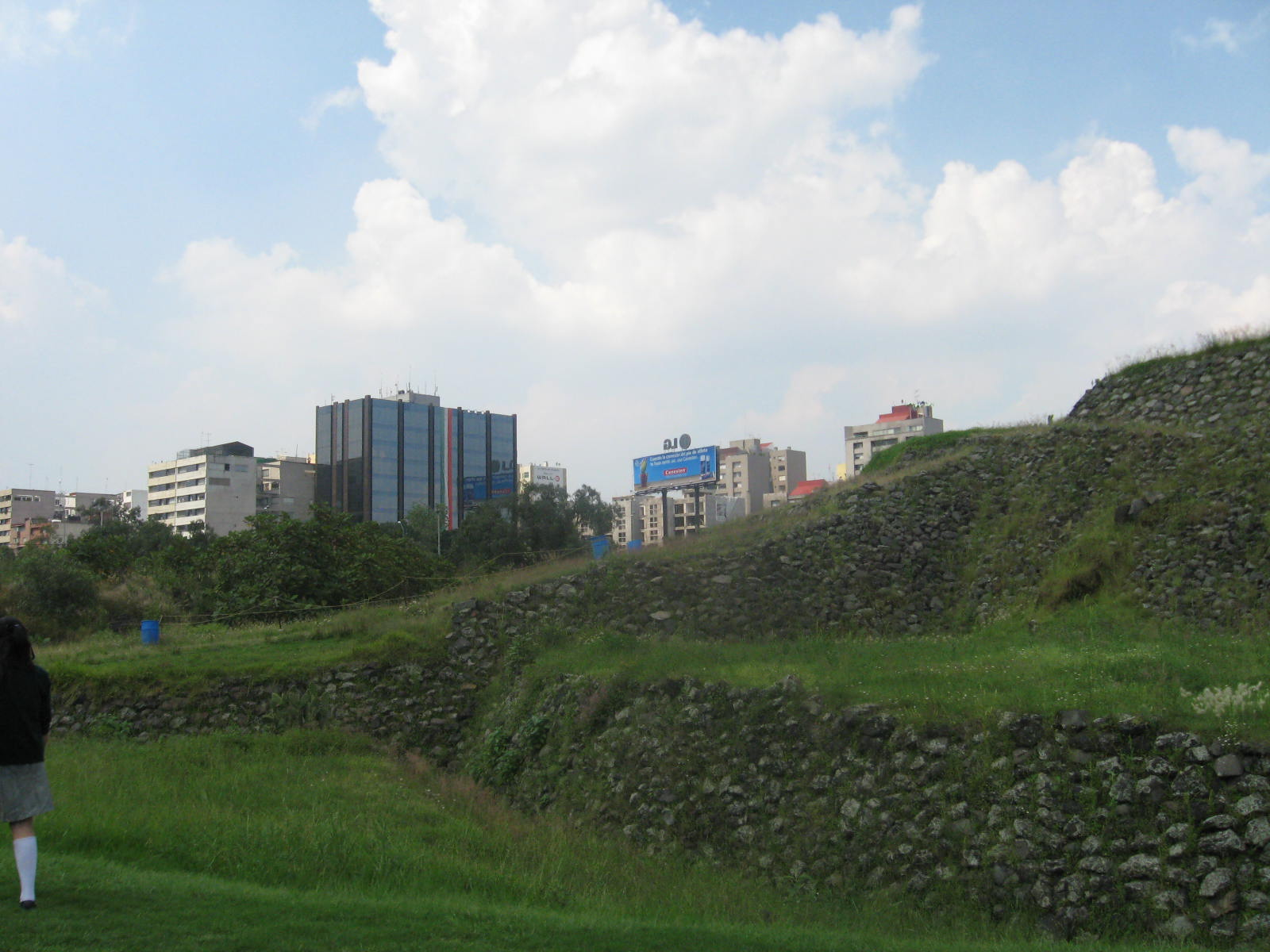
Вид на сходи піраміди Куїкуїлько. На задньому плані — сучасні будівлі району Койоакан

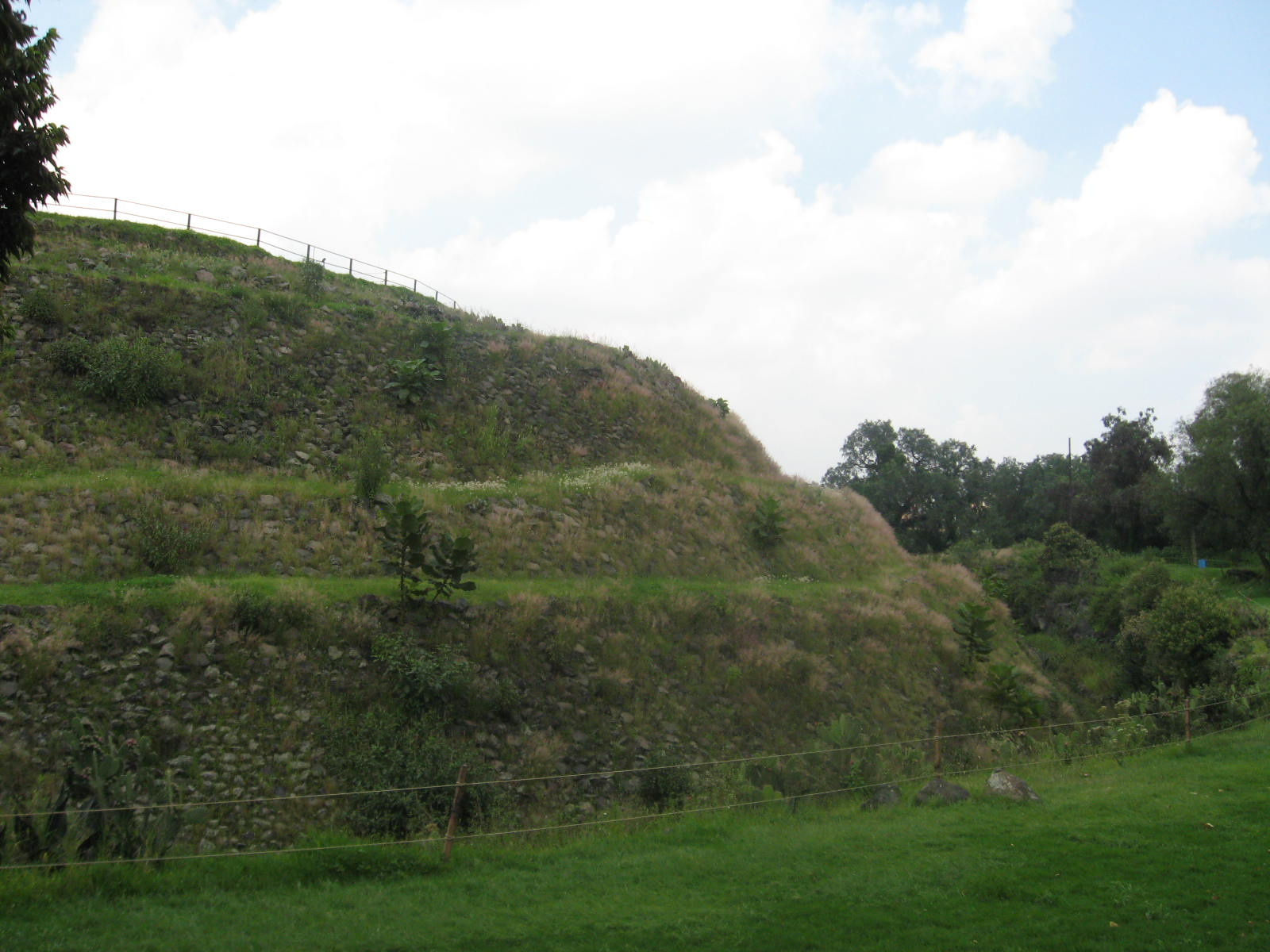
Південна сторона піраміди

Місцевість, де перебувало місто Куїкуїлько, вкрита товстим шаром застиглої вулканічної лави. Лавове поле площею біля 80 кв. км, знане як Педрега-де-Сан-Анхель, включає підніжжя гори Ахуско і ближнє узбережжя озера. Дослідження 1956 роки показали, що нерівномірні шари лави, глибина яких в окремих місцях сягає 10 метрів, були одним з основних факторів збереження Куїкуїлько
Рештки давнього міста частково вкриті сучасною міською забудовою — будівлями, що належать Національному університету Мексики, у зв'язку з чим можливі розкопки лише частини давнього міста. Деякі знайдені у ході розкопок 1990 р. споруди — кругла піраміда на площі і кілька мілких споруд сільськогосподарського призначення — були зруйновані при спорудженні багатоповерхового бізнес-центру. У зв'язку з цим дійсні розміри Куїкуїлько важко піддаються оцінці.

## Галерея зображень

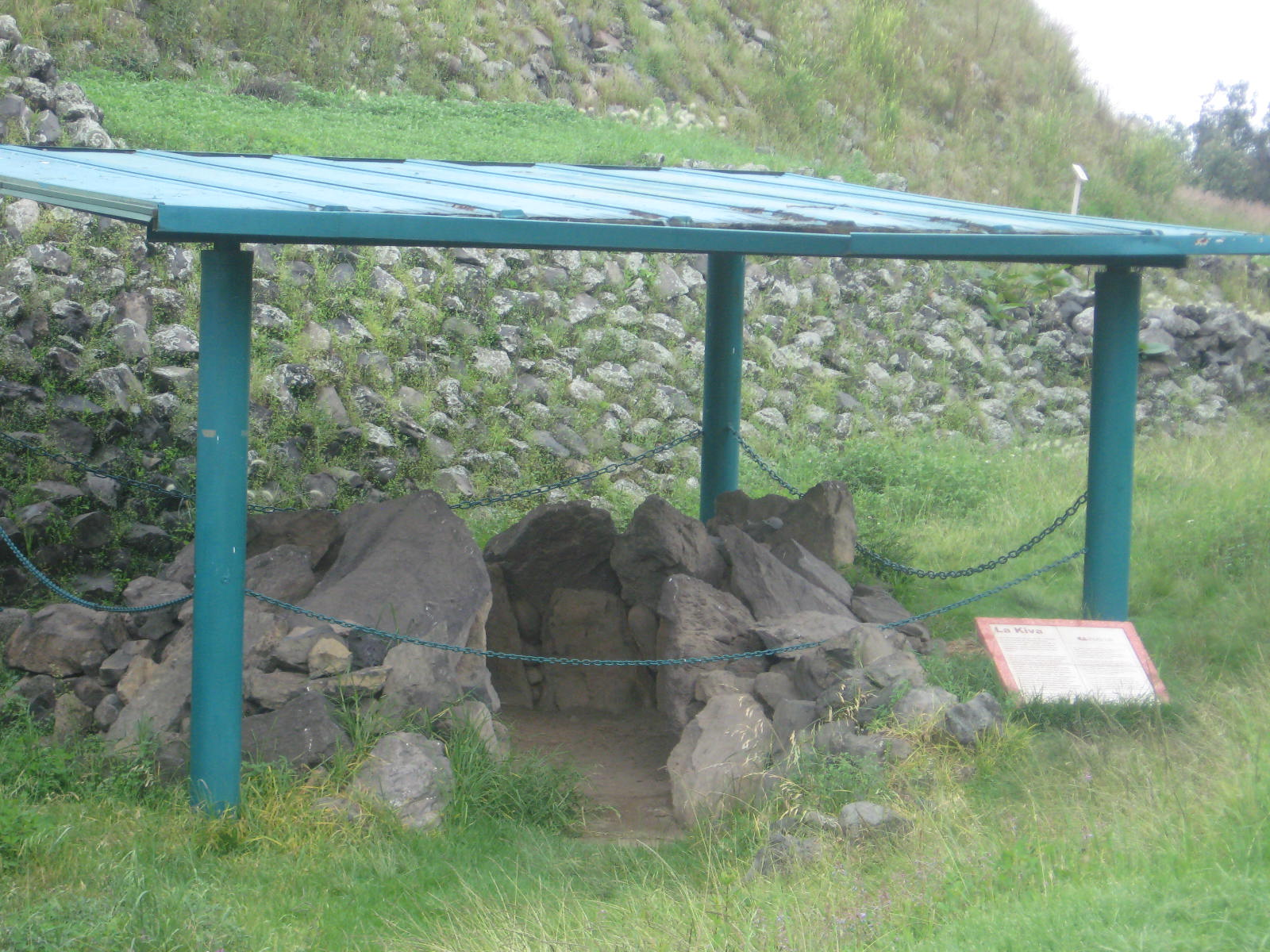
Цю «киву» знайшов і назвав за  аналогією зі святилищами археолог Байрон Каммингс. Ритуальне призначення невідомо.
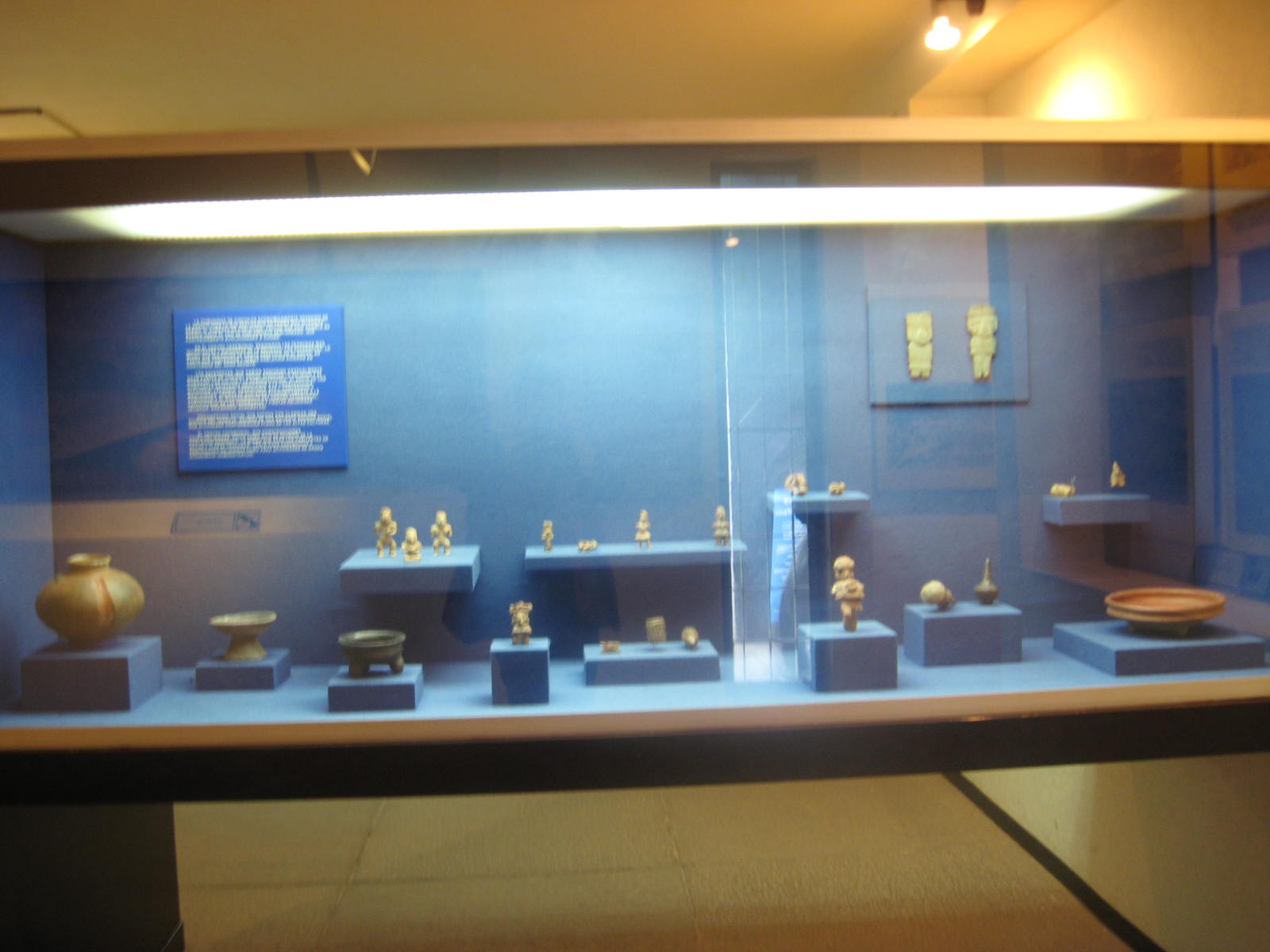
Експозиція музею Куїкуїлько: керамічні  статуетки та посудини.
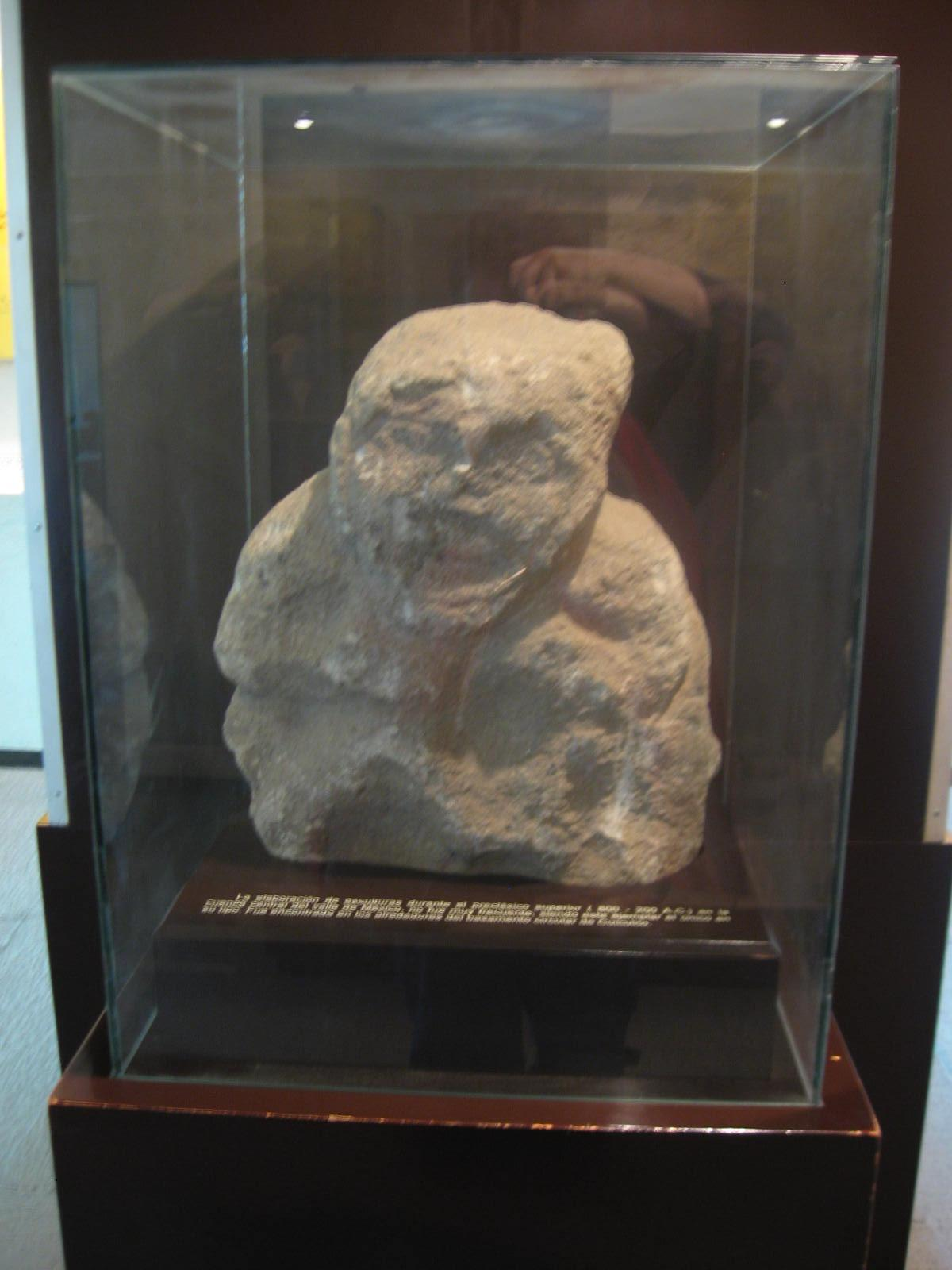
Кам'яна скульптура, знайдена в основі великої піраміди. Датується класичним періодом (800 р. до н. е.-200 р. н. е.)
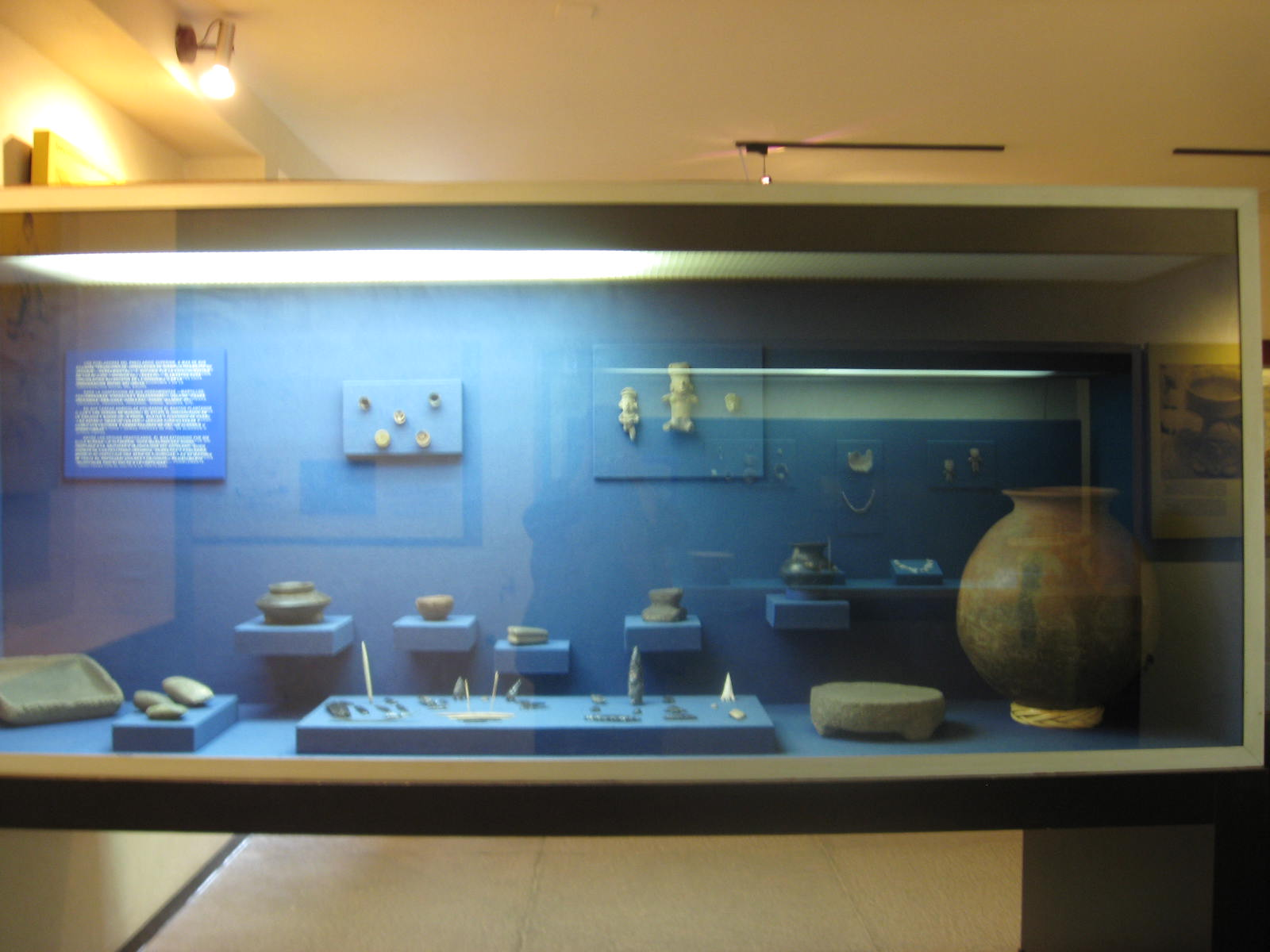
Експозиція музею Куїкуїлько: інструмент (ступи, інструмент, судини)
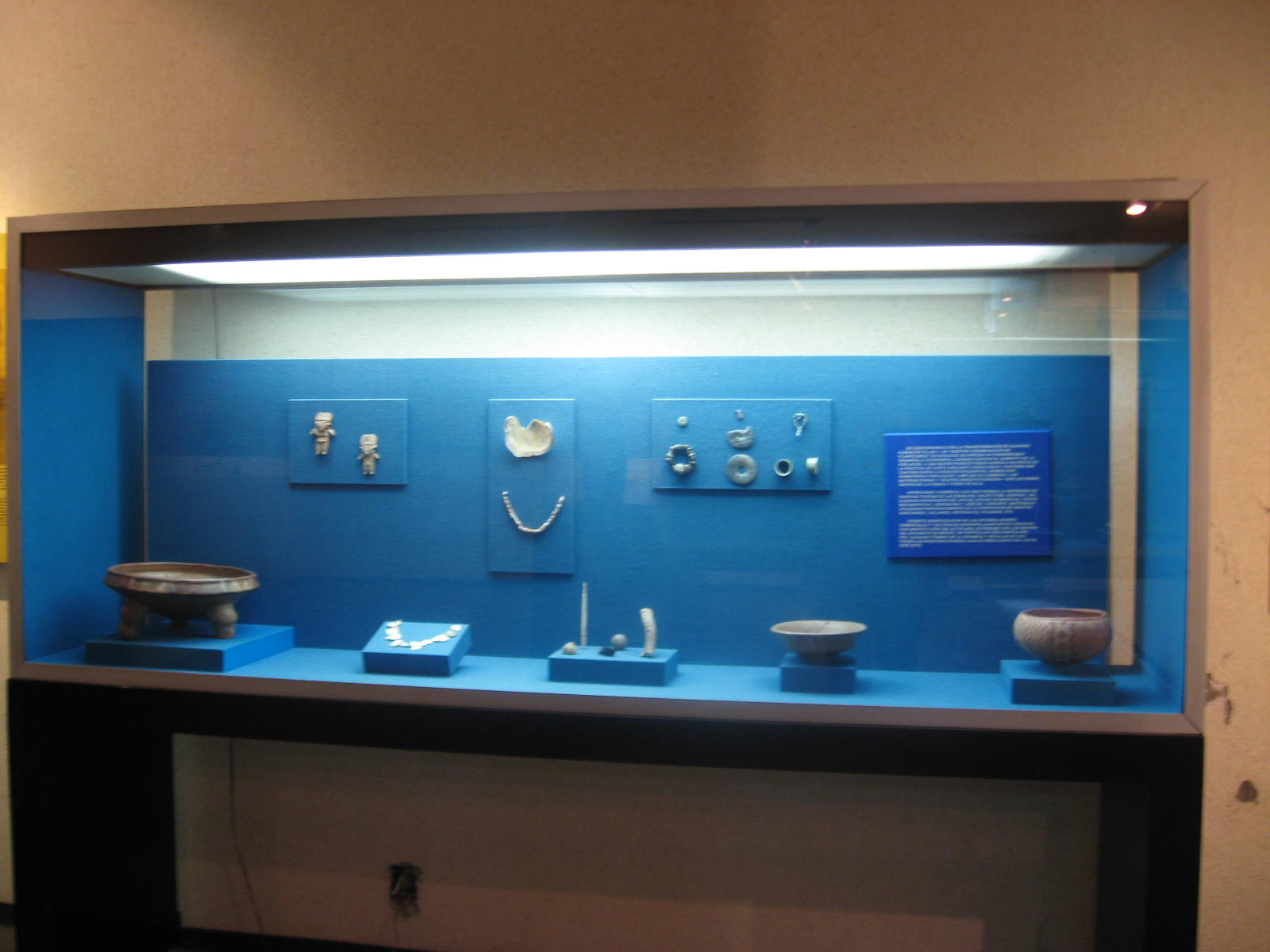
Експозиція музею Куїкуїлько: прикраси
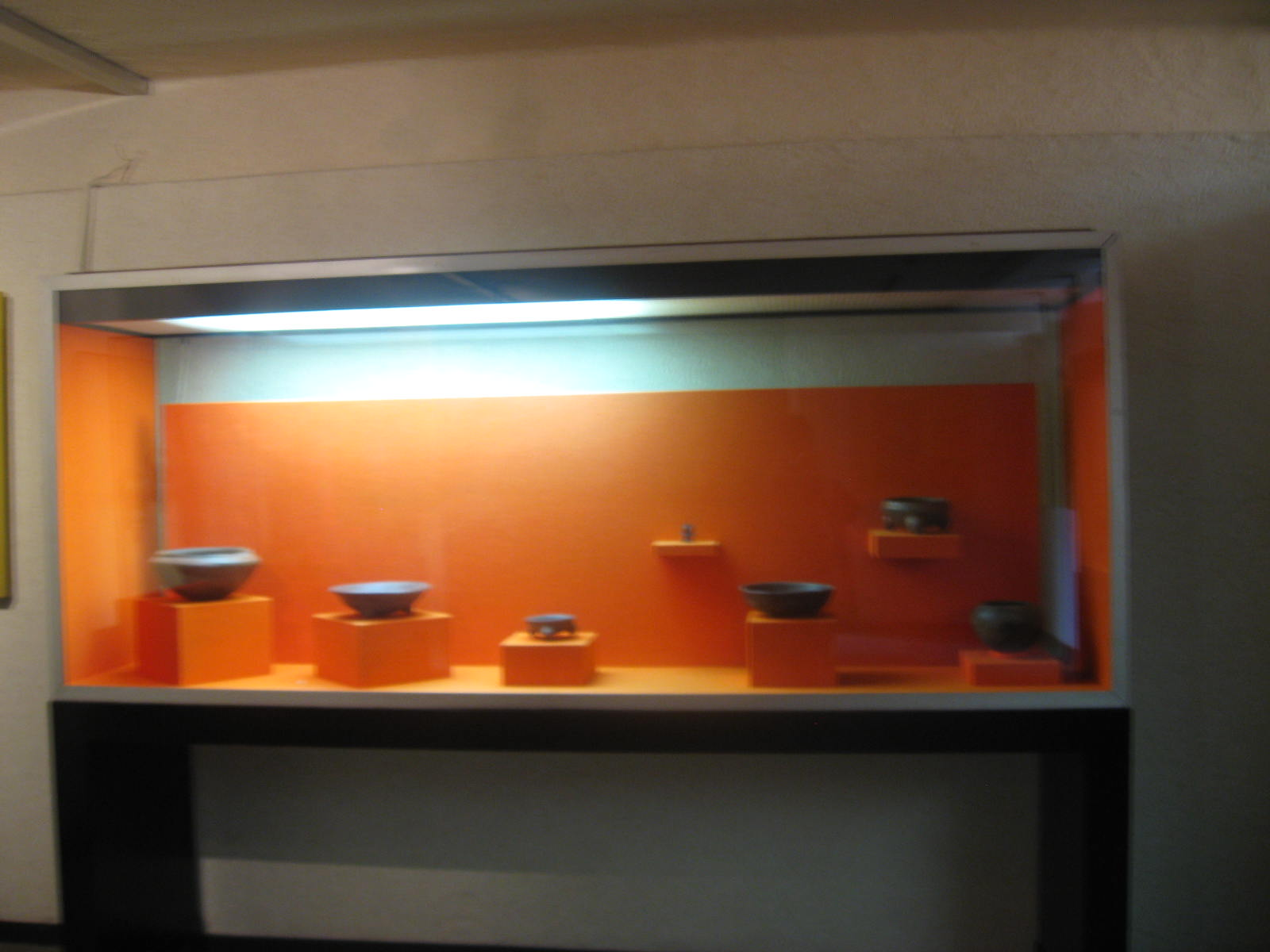
Експозиція музею Куїкуїлько: чаши
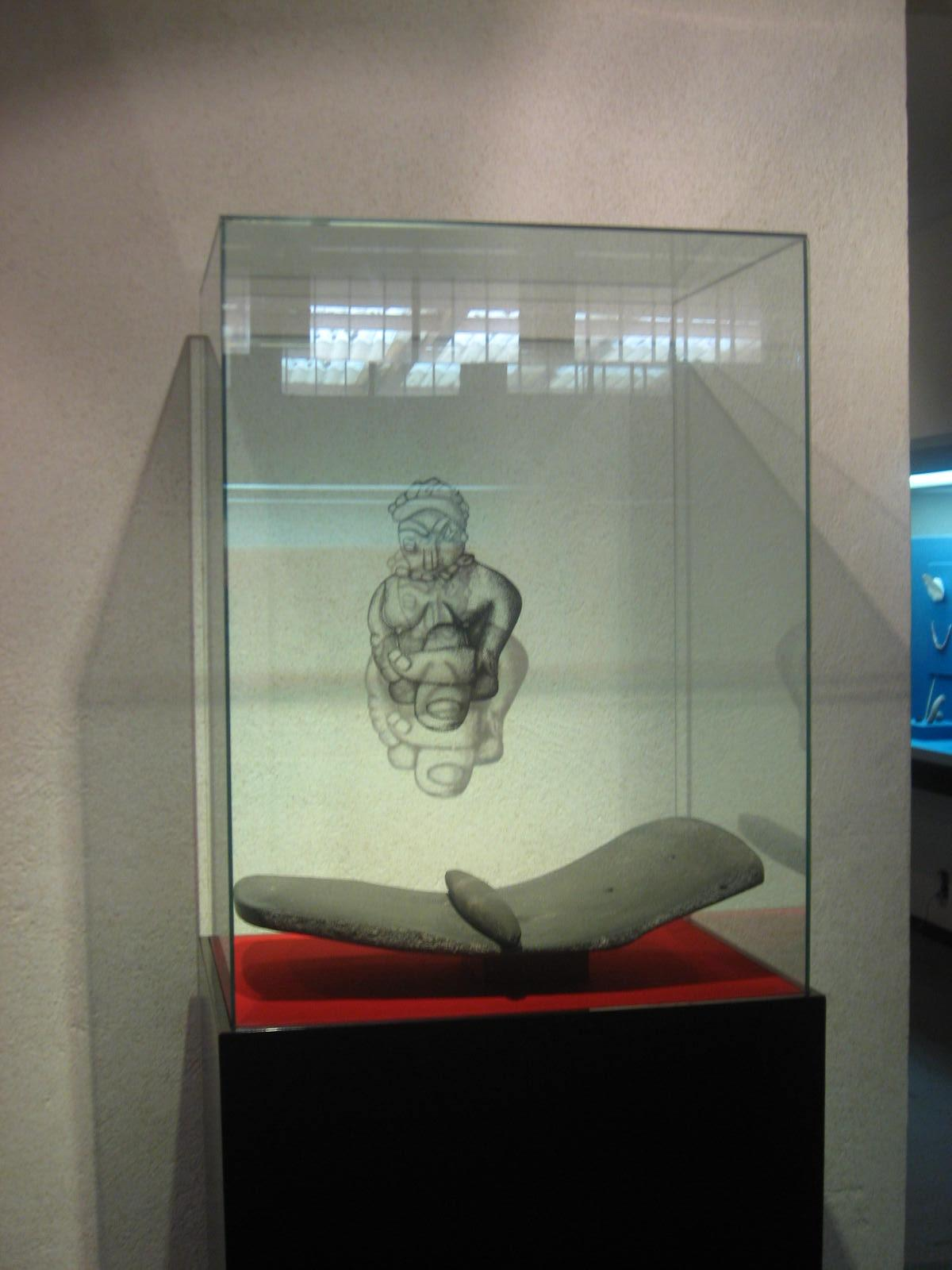
Експозиція музею Куїкуїлько: "молкахете" (інструмент для подрібнення кукурудзи). На малюнку зверху показано, як використовували даний інструмент.
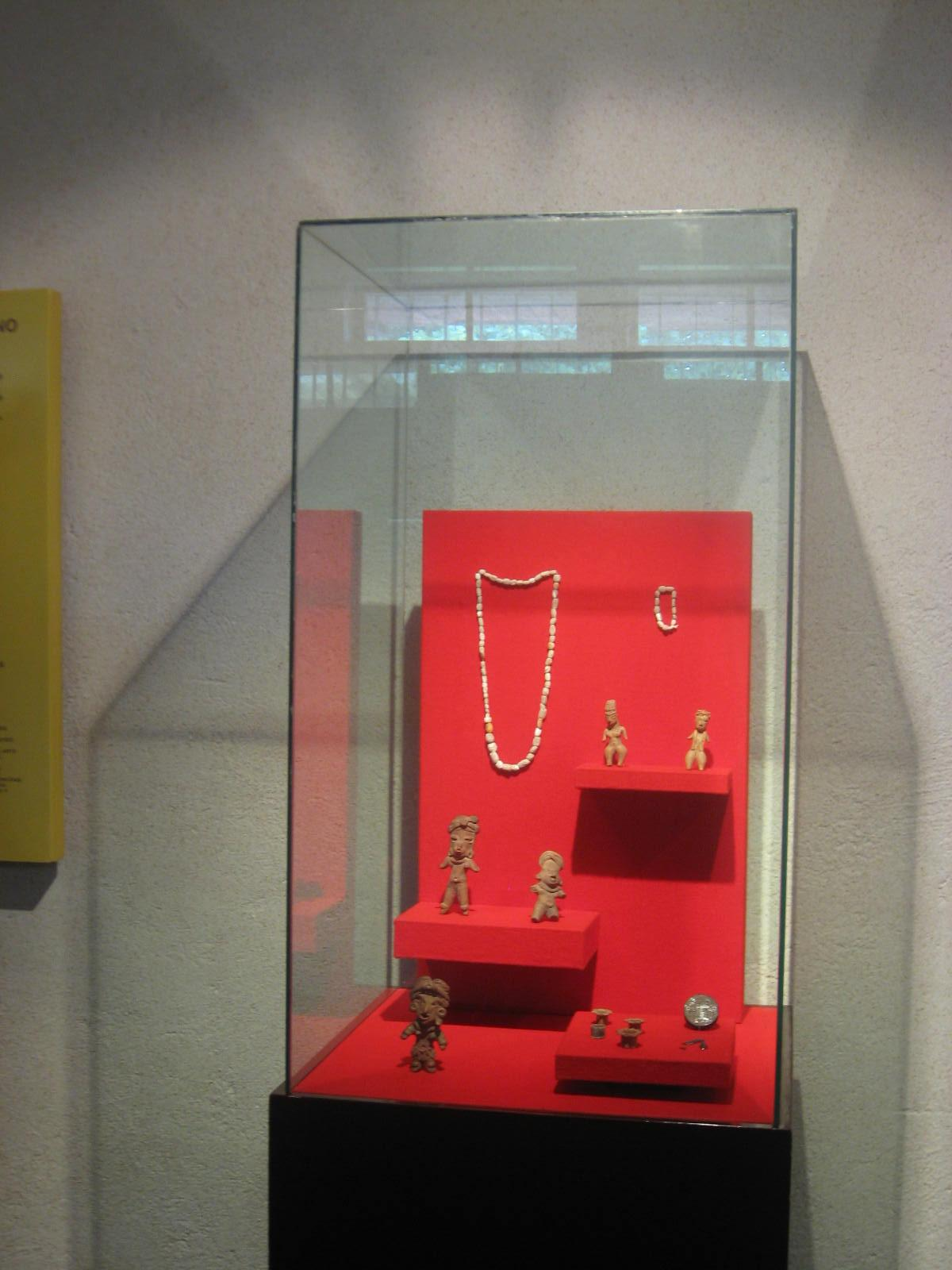
Експозиція музею Куїкуїлько: глиняні статуетки з прикрасами.